# Tarot (musikgrupp)
Tarot är ett finskt heavy/power/traditional metal-band som startades i mitten av 1980-talet av bröderna Marco och Zachary Hietala.

## 1980-talet
Bandet bestod då bandet av Marco Hietala (bas och sång), Zachary Hietala (förstagitarr), Pecu Cinnari (trummor) och Mako H (andragitarr). Tidigare hette bandet Purgatory men bytte namn till Tarot inför sin första skiva The Spell of Iron (1986).
1988 kom skivan Follow me into Madness.

## 1990-talet
När deras tredje skiva To Live Forever hade Mako H bytts ut mot Janne Tolsa på keyboard. Tarot blev stora i Japan och släppte sin första live-platta endast där (1994).
1995 släpptes Stigmata, fortfarande med samma uppställning. Sedan blev det en paus och först 1998 släpptes nästa album: For the Glory of Nothing. De släppte även en samlingsplatta (Shining Black) endast i Japan. Sedan blev det tyst om Tarot och Marco och Janne jobbade på lite andra saker.

## 2000-talet
2003 släpptes Shining Black i resten av världen och senare det året släpptes även en helt ny platta: Suffer our Pleasures. Den skivan sålde ganska bra i Finland men den utländska försäljningen blev en stor besvikelse. Tidigt på våren 2006 släpptes re-masters av de första sex albumen. Singeln You släpptes i maj 2006 och bakgrundssångaren Tommi "Tuple" Salmela togs upp som en äkta medlem i bandet.
På hösten 2006 släpptes albumet Crows Fly Black

## Medlemmar
- Marco Hietala (bas och sång)
- Zachary Hietala (gitarr)
- Janne Tolsa (keyboard)
- Pecu Cinnari (1966 feb 20 -2016 sept 10 avliden i ALS) (trummor)
- Tommi Salmela ( bakgrundssång and sampler)